# Arthur Lewis (rugby à XV)
Pour les articles homonymes, voir Arthur Lewis et Lewis.
Pas d'image ? Cliquez ici

a Compétitions nationales et continentales officielles uniquement.

b Matchs officiels uniquement.
Arthur John Llewellyn Lewis, né le 26 septembre 1941 à Crumlin, est un joueur de rugby à XV, qui a joué avec l'équipe du Pays de Galles de 1970 à 1973 au poste de trois quart centre.

## Carrière
Il joue en club avec le Crumlin RFC, le Cross Keys RFC et l'Ebbw Vale RFC. Il connaît également cinq sélections avec les Barbarians en 1971 et 1972. Il dispute son premier test match le 4 avril 1970 contre la France et son dernier également contre la France le 24 mars 1973. Il est trois fois capitaine du pays de Galles en 1973. Il participe à la tournée des Lions britanniques en Nouvelle-Zélande en 1971 mais ne dispute pas de test match.

## Palmarès
- Trois fois vainqueur du Tournoi des Cinq Nations en 1970, 1971 et 1973 (victoires partagées en 1970 et 1973, Grand Chelem en 1971).

## Statistiques en équipe nationale
- 11 sélections
- 4 points (1 essai)
- Sélections par année : 1 en 1970, 3 en 1971, 3 en 1972 et 4 en 1973.
- Quatre Tournois des Cinq Nations disputés : 1970, 1971, 1972 et 1973.